# Triángulo de Amor Bizarro
Triángulo de Amor Bizarro es una banda gallega de indie rock, noise rock y post-punk formada en 2004.

## Biografía
El grupo se formó en La Coruña aunque sus miembros son de diferentes lugares del Barbanza, y de La Coruña. Toman su nombre de la canción «Bizarre Love Triangle» del grupo británico New Order. Antes de la grabación de su primer disco, Triángulo de Amor Bizarro grabó dos maquetas autoproducidas en El Taller Electrónico, un centro de creación artística que compartían con más jóvenes que trataban de expresar sus inquietudes a través de diferentes disciplinas. Alcanzaron notoriedad a nivel local y gallego, lo que los llevó a llamar la atención de diversos sellos y discográficas de España. En sus comienzos el grupo era un cuarteto, derivando con el tiempo en un quinteto y de nuevo a cuarteto antes de la grabación de su primer disco. 
Una vez que fichan por el sello Mushroom Pillow, graban su primer disco, Triángulo de Amor Bizarro (2007), con el técnico Carlos Hernández, conocido por la producción de discos de música independiente de bandas bien conocidas como Los Planetas, Sr. Chinarro o Mercromina. El disco recogió muy buenas críticas entre la prensa especializada, apareciendo en los primeros puestos entre los discos españoles de 2007 (puesto 2 en la revista Mondosonoro y el 9 en Rockdelux). Además también fue recogido entre los mejores de la década en los medios musicales más influyentes, como Rockdelux, Mondosonoro, Jenesaispop y otros. Tras la grabación del disco Miguel Prado, guitarrista, abandona la formación pasando a ser un trío con Isabel Cea, Rodrigo Caamaño y Julián Ulpiano durante toda la gira.
Ese mismo año se publica también  El Hombre del siglo V, disco en el que se compilan las canciones de sus dos maquetas junto con otras tres nuevas. 
Al finalizar una extensa gira de conciertos que los llevan por toda España, Julián Ulpiano abandona la banda y se incorporan Rafael Mallo a la batería y Óscar Vilariño a la guitarra y teclados, volviendo a ser un cuarteto de nuevo. A finales del año 2009 comienzan a grabar su segundo trabajo titulado Año Santo producido por Paco Loco que ve a luz en mayo de 2010. El sencillo de adelanto es «De la Monarquía a la criptocracia», acompañado por un videoclip dirigido por Luis Cerveró. Año Santo es incluso mejor acogido que el primer disco tanto por prensa como por público, y celebrado como uno de los mejores de lo que va de año. Con él giran por México y tocan en los festivales más importantes de la península, como el FIB o Paredes de Coura, y de México, donde participan en el Corona Capital. La gira promocional se extiende por 2011.
En 2011 entra Zippo en el grupo y sale Oscar Vilariño. Ganan el premio IMAS en México a mejor banda española. Año Santo es nominado a 9 categorías en los premios de la música independiente (UFI). Resultan premiados en cuatro de ellas, incluyendo Álbum del Año y Mejor Directo.
En 2012 graban en los estudios Red Bull de Madrid el sencillo digital "Ellas se burlaron de mi magia" producido por Peter Kember (Sonic Boom) y mezclado por Roberto Mallo. A finales de año comienza la grabación de su tercer disco de estudio, "Victoria Mística" editado en julio de 2013, producido por la propia banda, grabado en su propio estudio por Roberto Mallo con mezclas de Manny Nieto (Breeders, Health, Los Lobos). La masterización corre a cargo de Shane Smith. Comienzan una extensa gira por España y que también los llevará a lugares como Argel, Berlín e incluso a acometer una gira por Estados Unidos en 2015 que coincidirá con la grabación de su siguiente trabajo.
En 2016 se edita "Salve Discordia" grabado por Carlos Hernández Nombela, disco con el que recorren gran número de salas y festivales en España como BBK(Bilbao), Noroeste Pop Rock (La Coruña), Primavera Sound, y que les lleva a girar por Estados Unidos y México.
A principios de 2017 reciben el Premio Ruido, que concede la Asociación de Periodistas Musicales de España al mejor disco del año. Y de nuevo son los grandes triunfadores en los Premios de la Música Independiente consiguiendo cuatro de los principales: Mejor Artista, Álbum del Año, Álbum de Rock y Producción Musical. Ese mismo año se embarcan en una gira con fechas por todo el territorio mexicano y que finalizará en septiembre a causa del temblor que afectó al país que los hace regresar a España inesperadamente.
En 2018 vuelven a la carga con un EP conceptual que es otro tiro certero: "El Gatopardo" (Mushroom Pillow, 2018). “El Gatopardo es una colección de canciones de escarnio y maldecir a través de distintos episodios de nuestra historia, empezando por nuestra fundacional Reina Malvada por excelencia, Isabel, y terminando en la decadencia imperial de la actualidad. Es una celebración del cambio, del colapso de la civilización, una fiesta del fin del mundo sintetizada en cuatro canciones antítodo en la que usamos y destruímos la leyenda para contar nuestra verdad”. Del espectacular diseño se encarga Rubén Domínguez (Telephones Rouges, Pantis, Chicharrón).
Estamos ante su trabajo más contestatario y reivindicativo. Un análisis particular, certero e histórico de una realidad sociopolítica ya de por sí bastante inflamable. Triángulo se muestran más directos que nunca en cortes como "Ciudadanos" - "Pobre hombre afortunado, siempre podrás comprar coca / mientras proclaman que no existe izquierda ni derecha”- y en otros tiran de su ironía más cáustica.
En 2020 llega su quinto larga duración, “oɹɹɐzıqɹoɯɐǝpolnƃuɐıɹʇ” (Mushroom Pillow, 2020). El disco se convierte en un éxito de crítica avalado por su segundo Premio Ruido en su IV edición. La gira correspondiente se prolonga en el tiempo de forma irregular debido a las restricciones relacionadas con el COVID-19 realizando numerosos conciertos por toda España tanto en teatros y lugares de aforo limitado, debido a las restricciones correspondientes, hasta grandes festivales.
A lo largo de 2021 editan dos nuevos trabajos. El primero es "No eres tú",  definida como su tecno-ópera de bolsillo o su Autobahn particular. Un disco con 17 cortes basados en la canción "No eres tú" de su álbum de 2020 pero pensados para que se puedan escuchar de manera aleatoria e indefinida, sin cortes y que el disco dure tanto como el oyente considere. Crean junto a Toño Chouza, realizador de Boiro y responsable también del videoclip de la canción "Fukushima", una versión audiovisual llamada "NO ERES TÚ 666D" con una versión del álbum de 6:06:06 de duración: "cada vez que la uses, gracias a nuestra nueva tecnología de shufflin’, la canción será diferente." Colabora en este disco Manolo Martínez miembro de la banda Astrud en la canción "Donkey Kong en Minecraft".
También publican ese año "Detrás del Espejo, Variaciones y Ecos", disco colaborativo basado en “oɹɹɐzıqɹoɯɐǝpolnƃuɐıɹʇ” y en el que cada tema es versionado por diferentes artistas: Erik Urano, Soleá Morente, Sr. Chinarro, Miguel Prado, Carolina Durante, Biznaga, Esplendor Geométrico, Sonic Boom, Boyanka Kostova, Aries, Menta, J de Los Planetas y Joaquín Pascual.
Después de una serie de conciertos por México regresan a España y empiezan a grabar en su estudio de Boiro el que será su sexto álbum, "SED", grabado por Carlos Hernández y coproducido por la banda y él y publicado en 2023. Definido por su discográfica como un disco completo y complejo, directo y antinostálgico. Un mes antes de la publicación del álbum presentan el videoclip correspondiente a la canción "Estrella Solitaria" dirigido por Toño Chouza y grabado íntegramente en Boiro. "Sin duda uno de los vídeos más ricos y cargados de simbología de Triángulo de Amor Bizarro."

## Influencias
Entre sus influencias más evidentes estarían los grupos británicos de la escena Shoegaze - Noise de finales de los ochenta como The Jesus and Mary Chain o My Bloody Valentine. Los miembros del grupo citan como influencia a The Beach Boys entre otras menos evidentes, como las baladas de los años 50. En uno de los temas de su disco de debut (Triángulo de Amor Bizarro, 2007) cuentan con la colaboración de Joaquín Pascual, antiguo integrante de Surfin' Bichos y Mercromina. El crudo sonido de Año Santo les emparenta con los grupos provenientes de The Smell.

## Discografía

### LP
- Triángulo de Amor Bizarro (Mushroom Pillow, 2007)

| N.º     | Título                                               | Duración |  |
| 1.      | «El himno de la bala»                                | 3:31     |  |
| 2.      | «El crimen: cómo ocurre y cómo remediarlo»           | 3:21     |  |
| 3.      | «¿Quiénes son los curanderos?»                       | 3:06     |  |
| 4.      | «El fantasma de la Transición»                       | 3:17     |  |
| 5.      | «Mal como efecto de mala voluntad»                   | 2:46     |  |
| 6.      | «Estrella azul de España»                            | 3:04     |  |
| 7.      | «Ardió la virgen de las cabezas»                     | 6:22     |  |
| 8.      | «Cómo iluminar una habitación»                       | 3:30     |  |
| 9.      | «Isa vs el partido humanista»                        | 2:06     |  |
| 10.     | «Para los seres atados (a las condiciones terrenas)» | 2:05     |  |
| 33 mins |                                                      |          |  |

- El Hombre del siglo V (Mushroom Pillow, 2007)

| N.º     | Título                                                      | Duración |  |
| 1.      | «Pantalones abajo marinero» (Demo inédita)                  | 3:33     |  |
| 2.      | «El fantasma de la transición» (Demo)                       | 3:28     |  |
| 3.      | «El hombre del siglo V» (Inédita)                           | 2:49     |  |
| 4.      | «El crimen: cómo ocurre y cómo remediarlo» (Demo)           | 4:39     |  |
| 5.      | «Salud y Belleza» (Inédita)                                 | 3:56     |  |
| 6.      | «Nosotros honrados bárbaros» (Inédita)                      | 3:11     |  |
| 7.      | «Isa vs el partido humanista» (Demo)                        | 2:00     |  |
| 8.      | «¿Quiénes son los curanderos?» (Demo)                       | 4:28     |  |
| 9.      | «Cómo iluminar una habitación» (Demo)                       | 4:05     |  |
| 10.     | «Para los seres atados (a las condiciones terrenas)» (Demo) | 2:13     |  |
| 11.     | «El himno de la bala» (Demo)                                | 4:46     |  |
| 12.     | «Mal como efecto de mala voluntad» (Demo)                   | 2:49     |  |
| 13.     | «Ardió la virgen de las cabezas» (Demo)                     | 3:46     |  |
| 14.     | «Salud y belleza» (Demo)                                    | 4:43     |  |
| 50 mins |                                                             |          |  |

- Año Santo (Mushroom Pillow, 2010)

| N.º     | Título                                                         | Duración |  |
| 1.      | «De la monarquía a la criptocracia»                            | 3:05     |  |
| 2.      | «Amigos del género humano»                                     | 2:30     |  |
| 3.      | «La malicia de las especies protegidas»                        | 3:05     |  |
| 4.      | «El radar al servicio de los magos»                            | 3:09     |  |
| 5.      | «SuperCastlevania IV»                                          | 3:08     |  |
| 6.      | «Muchos blancos en todos los mapas»                            | 3:13     |  |
| 7.      | «El culto al cargo, o como hacer llegar el objeto maravilloso» | 3:29     |  |
| 8.      | «Baile de los caídos»                                          | 2:57     |  |
| 9.      | «Año Santo»                                                    | 3:23     |  |
| 27 mins |                                                                |          |  |

- Año Santo Edición Vinilo (Mushroom Pillow, 2010)

| Año Santo Edición en vinilo |                             |          |  |
| N.º                         | Título                      | Duración |  |
| 10.                         | «Rosario (extra en vinilo)» | 2:17     |  |

.
- Victoria Mística (Mushroom Pillow, 2013)

| N.º     | Título                              | Duración |  |
| 1.      | «Robo tu tiempo»                    | 2:15     |  |
| 2.      | «Estrellas místicas»                | 3:01     |  |
| 3.      | «Enemigos del espíritu»             | 3:58     |  |
| 4.      | «Un rayo de sol»                    | 4:15     |  |
| 5.      | «Delirio místico»                   | 3:03     |  |
| 6.      | «Ellas se burlaron de mi magia»     | 4:27     |  |
| 7.      | «Lo hispano marcha - La banca paga» | 3:03     |  |
| 8.      | «De la mano de las almas oscuras»   | 3:33     |  |
| 9.      | «Clara»                             | 4:40     |  |
| 32 mins |                                     |          |  |

- Salve Discordia (Mushroom Pillow, 2016)

| N.º     | Título                                 | Duración |  |
| 1.      | «Desmadre estigio»                     | 4:40     |  |
| 2.      | «Gallo negro se levanta»               | 2:56     |  |
| 3.      | «Barca quemada»                        | 3:46     |  |
| 4.      | «Seguidores»                           | 5:02     |  |
| 5.      | «Baila sumeria»                        | 3:38     |  |
| 6.      | «Cómo encontró a la diosa»             | 2:43     |  |
| 7.      | «Qué hizo por ella cuando la encontró» | 3:13     |  |
| 8.      | «Nuestro siglo fnord»                  | 3:20     |  |
| 9.      | «Euromaquia»                           | 2:34     |  |
| 10.     | «Luz del alba»                         | 2:36     |  |
| 11.     | «O salve Eris»                         | 5:42     |  |
| 40 mins |                                        |          |  |

- oɹɹɐzıqɹoɯɐǝpolnƃuɐıɹʇ (Mushroom Pillow, 2020)

| N.º           | Título                     | Duración |  |
| 1.            | «Ruptura»                  | 2:28     |  |
| 2.            | «No eres tú»               | 5:20     |  |
| 3.            | «Vigilantes del espejo»    | 3:22     |  |
| 4.            | «Canción de la fama»       | 4:21     |  |
| 5.            | «Fukushima»                | 6:01     |  |
| 6.            | «Asmr para ti»             | 5:22     |  |
| 7.            | «Acosadores»               | 2:50     |  |
| 8.            | «SYF, paga»                | 0:33     |  |
| 9.            | «Calígula 2025»            | 2:50     |  |
| 10.           | «Folía de las Apariciones» | 3:09     |  |
| 11.           | «Cura mi corazón»          | 5:16     |  |
| 12.           | «Los golpes olvidados»     | 0:31     |  |
| 42 mins 7 seg |                            |          |  |

- No Eres Tú (Mushroom Pillow, 2021)

| N.º            | Título                                             | Duración |  |
| 1.             | «Trapertura En La Nª Dimensión»                    | 2:37     |  |
| 2.             | «Escoge un ladrillo, escoge una ventana»           | 2:37     |  |
| 3.             | «Kontakt$$»                                        | 0:39     |  |
| 4.             | «¿Eres tú el que trabaja?»                         | 0:52     |  |
| 5.             | «Los tanques arrancan los motores del amanecer»    | 2:04     |  |
| 6.             | «Donkey Kong en Minecraft (feat. Manolo Martínez)» | 2:08     |  |
| 7.             | «Elige un estandarte»                              | 0:52     |  |
| 8.             | «Nosotros somos los PNJ»                           | 2:21     |  |
| 9.             | «Sólo bajo se auto-escucha»                        | 1:09     |  |
| 10.            | «T Manzana contacta a Joselito»                    | 0:36     |  |
| 11.            | «Kaneda»                                           | 2:18     |  |
| 12.            | «Dimensión 24K»                                    | 0:32     |  |
| 13.            | «No eres tú (versión sencilla)»                    | 2:24     |  |
| 14.            | «No temas a las mujeres»                           | 0:52     |  |
| 15.            | «No me importa»                                    | 1:33     |  |
| 16.            | «Lim n-$ (1+1/n)^n»                                | 0:52     |  |
| 17.            | «Eres tú»                                          | 2:24     |  |
| 26 mins 58 seg |                                                    |          |  |

- Detrás del Espejo: Variaciones y Ecos (Mushroom Pillow, 2021)

| N.º            | Título                                                               | Duración |  |
| 1.             | «Ruptura (Flat Radiactiversion) - Erik Urano»                        | 2:38     |  |
| 2.             | «Todo Lo Que Te Quiero (ASMR) Para Ti - Soleá Morente»               | 4:28     |  |
| 3.             | «Vandellós I - Sr. Chinarro»                                         | 3:13     |  |
| 4.             | «Calígula 2025 + Canción De La Fama (Dimethyl Remix) - Miguel Prado» | 2:40     |  |
| 5.             | «Vigilantes del Espejo - Carolina Durante»                           | 3:23     |  |
| 6.             | «@Calígula2k25 - Biznaga»                                            | 2:50     |  |
| 7.             | «SYF, Paga - Esplendor Geométrico»                                   | 4:12     |  |
| 8.             | «Fukushima - Sonic Boom»                                             | 6:34     |  |
| 9.             | «Non Eres Ti - Boyanka Kostova»                                      | 2:41     |  |
| 10.            | «Acosadoras - Aries»                                                 | 2:46     |  |
| 11.            | «Folía De Las Apariciones - Menta»                                   | 3:25     |  |
| 12.            | «Cura mi Corazón - J (Los Planetas)»                                 | 5:48     |  |
| 13.            | «Los Golpes Olvidados - Joaquín Pascual»                             | 3:50     |  |
| 48 mins 33 seg |                                                                      |          |  |

- Sed (Mushroom Pillow, 2023)

| N.º            | Título                                | Duración |  |
| 1.             | «Estrella solitaria»                  | 4:37     |  |
| 2.             | «Cómprate un yate»                    | 3:37     |  |
| 3.             | «Sed»                                 | 0:30     |  |
| 4.             | «Huele a colonia Chispas»             | 2:32     |  |
| 5.             | «La espectadora»                      | 3:58     |  |
| 6.             | «Estrella antivida»                   | 1:50     |  |
| 7.             | «Canción de la muerte del Pez Dorado» | 4:43     |  |
| 8.             | «La carretera»                        | 4:47     |  |
| 9.             | «Dinosaurio»                          | 1:11     |  |
| 10.            | «Él»                                  | 3:16     |  |
| 11.            | «Cripto hermanos»                     | 3:32     |  |
| 12.            | «La condena»                          | 6:03     |  |
| 40 mins 41 seg |                                       |          |  |

### Sencillos/Eps
- Amigos del género humano Sencillo vinilo 10" (Mushroom Pillow, 2011)

| N.º | Título                     | Duración |  |
| 1.  | «Amigos del género humano» | 2:31     |  |
| 2.  | «Bandiera Bianca»          | 4:23     |  |
| 3.  | «Sister Ray/Lento»         | 10:47    |  |

- Ellas se burlaron de mi magia Sencillo digital (Mushroom Pillow, 2012)

| N.º | Título                                        | Duración |  |
| 1.  | «Ellas se burlaron de mi magia»               | 4:17     |  |
| 2.  | «Sus hijas entonaban tus cánticos inflamados» | 5:51     |  |

- Barca Quemada (Mushroom Pillow, 2017)

| N.º   | Título                    | Duración |  |
| 1.    | «Barca Quemada»           | 3:45     |  |
| 2.    | «Barco de Oro»            | 3:53     |  |
| 3.    | «A Cantiga de Juan C.»    | 3:26     |  |
| 4.    | «Vuelve Conmigo a Italia» | 4:28     |  |
| 15:34 |                           |          |  |

- El Gatopardo Vinilo 12" (Mushroom Pillow, 2018)

| N.º | Título                | Duración |  |
| 1.  | «O Isa»               | 3:31     |  |
| 2.  | «Les llevaré mi cruz» | 3:28     |  |
| 3.  | «Ciudadanos»          | 4:05     |  |
| 4.  | «El Gatopardo»        |          |  |